# Atrobucca kyushini
Atrobucca kyushini es una especie de pez de la familia Sciaenidae en el orden de los Perciformes.

## Morfología
• Los machos pueden llegar alcanzar los 25 cm de longitud total.

## Hábitat
Es un pez de aguas profundas y bentopelágico que vive hasta los 100 m de profundidad

## Distribución geográfica
Se encuentra frente a las costas del noroeste de Borneo (Mar de la China Meridional ).

## Observaciones
Es inofensivo para los humanos.